# Budești
Budești város Călărași megyében, Munténiában, Romániában.

## Fekvése
Az Argeș és Dâmbovița folyók egyesülésének közelében helyezkedik el, 35 km-re délkeletre Bukaresttől.

## Történelem
Első írásos említése 1526-ból való. Az első világháborúig a Manu család birtoka, kastélyuk a mai napig látható a városban. Városi rangot 1989. április 18-án kapott.

## Népesség
Románia egyetlen városa ahol, hivatalosan a roma kisebbség több mint 20%-át adja a lakosságnak.
A népesség számának alakulása:
- 1992 - 10 044 lakos
- 2002 - 9702 lakos

## Látnivalók
- A Manu család kastélya
- Ismeretlen katona temetője

## Híres emberek
- Marian Sârbu (1958–) - politikus
- Mădălin Voicu (1952–) - karmester, politikus, a román kápviselőház tagja 1996-2000 között